# Fosforan diskrobiowy
Fosforan diskrobiowy (E 1412) – skrobia modyfikowana chemicznie, estryfikowana za pomocą trimetafosforanu sodu lub trichlorku fosforylu. Dopuszczalna zawartość fosforu nie może przekraczać 0,5% (skrobia ziemniaczana i pszenna) lub 0,4% (pozostałe). Należy do skrobi usieciowanych. Dopuszczona do stosowania w żywności na zasadzie quantum satis. 